# Тепляков, Мартын Пантелеймонович
Мартын Пантелеймонович Тепляков (10 января 1918 года, Заводоуковск — 30 января 1944 года, Гомельская область) — командир отделения 467-го стрелкового полка, сержант. Герой Советского Союза.

## Биография
Родился 10 января 1918 года в деревне Дронова ныне Заводоуковского района Тюменской области. С 1936 года жил в Якутии, работал на Алданских золотых приисках.
В 1940 году был призван в Красную Армию Алданским райвоенкоматом. На фронте в Великую Отечественную войну с февраля 1942 года. Член ВКП(б) с 1943 года. Особо отличился в боях за освобождение Белоруссии, при форсировании Днепра.
В ночь на 1 октября 1943 года под огнём противника с первым десантом бойцы отделения сержанта Теплякова переправились через Днепр в районе деревни Глушец. В бою за плацдарм свои огнём прикрывали переправу роты, отразив 19 ожесточённых контратак противника.
Указом Президиума Верховного Совета СССР «О присвоении звания Героя Советского Союза генералам, офицерскому, сержантскому и рядовому составу Красной Армии» от 15 января 1944 года за «образцовое выполнение боевых заданий командования по форсированию реки Днепр и проявленные при этом мужество и героизм» сержанту Теплякову Мартыну Пантелеймоновичу присвоено звание Героя Советского Союза.
Высокие награды родины Герой получить не успел. 30 января 1944 года в бою у деревни Заречье сержант Тепляков погиб. Похоронен в братской могиле в деревне Дуброва Светлогорского района Гомельской области.

## Награды и звания
- Герой Советского Союза (1944)
- Орден Ленина

## Память
- Именем Героя названы улицы в городе Алдане, Заводоуковске и в деревне Дронова, где у здания школы установлен обелиск.
- В посёлке Ленинском Алданского улуса Республики Саха установлен памятник Героям Советского Союза — алданцам Кирьянову П. Н., Лебедеву А. И., Жадейкину М. С., Космачеву М. М., Теплякову М. П.
- В доме в Дронова Тюменской области, где жил Мартын Тепляков, установлена мемориальная доска.
- В школе в Дронова Тюменской области есть музейная комната и класс, где находится парта Героя.